# 高南申
高南申，渤海国大臣，高氏。
渤海文王大钦茂时，高南申官至辅国大将军、玄菟州刺史，兼押衙官。文王大兴二十二年（唐肃宗乾元二年、日本天平宝字三年、759年）春，奉命同日本遣唐使藤原清河、判官内藏全成东聘日本，海中遇风暴，漂流到对马岛。十二月，入平城京。次年正月，觐见淳仁天皇，呈渤海中台省牒文。淳仁天皇授任他为正三位。同年二月，由陽侯令璆护送归国。